# Carsten Biesok
Carsten Winfried Biesok (* 27. Dezember 1968 in Oldenburg) ist ein deutscher Jurist und Politiker (FDP). Er war 2009 bis 2014 Mitglied des Sächsischen Landtags.

## Leben
Biesok durchlief von 1988 bis 1991 eine Ausbildung zum Bankkaufmann bei der Bremer Landesbank. Ein im Anschluss aufgenommenes Studium der Rechtswissenschaften an der Universität Göttingen schloss er 1996 erfolgreich ab. Das Rechtsreferendariat absolvierte er von 1996 bis 1998 am Oberlandesgericht Celle; seit 2003 ist er als Rechtsanwalt zugelassen.
Seit 1999 arbeitet Biesok in der Rechtsabteilung bzw. im Vorstandsstab der Ostsächsischen Sparkasse Dresden. Daneben ist er als Dozent für Bankvertragsrecht und Bankaufsichtsrecht tätig.
Biesok lebt in Dresden.

## Politisches Engagement
Seit 1986 gehört Biesok der FDP an. Er war von 2003 bis 2023 Mitglied des Kreisvorstandes der FDP Dresden. Von März 2010 bis März 2015 war er Landesschatzmeister der FDP Sachsen. Von November 2019 bis November 2021 war er stellvertretender Landesvorsitzender der FDP Sachsen.
Biesok ist stellvertretender Vorsitzender der Vereinigung Liberaler Juristen in Sachsen.

## Abgeordnetentätigkeit
Seit der Kommunalwahl 1999 gehört Biesok dem Ortsbeirat (seit 2018: Stadtbezirksrat) in Dresden-Blasewitz an.
In Nachgang der Sächsischen Landtagswahl 2009 rückte Biesok im November 2009 für Isabel Siebert in den Sächsischen Landtag nach, die ihr Mandat zuvor niedergelegt hatte. Fortan war er rechtspolitischer Sprecher seiner Fraktion und gehörte als ordentliches Mitglied dem Verfassungs-, Rechts- und Europaausschuss, dem Innenausschuss, dem Ausschuss für Geschäftsordnung und Immunitätsangelegenheiten sowie dem Bewertungsausschuss an. Ferner war er von April 2012 bis Juni 2014 eines von 19 Mitgliedern des Untersuchungsausschusses „Neonazistische Terrornetzwerke in Sachsen“. Bei der Landtagswahl 2014 scheiterte die FDP an der Fünf-Prozent-Hürde; sein Mandat endete.

## Veröffentlichungen
- Kommentar zum Sparkassengesetz. Das Sparkassenrecht in Sachsen, Mecklenburg-Vorpommern, Brandenburg und Sachsen-Anhalt. 3. Auflage. Neopubli, Berlin 2016, ISBN 978-3-7375-9596-4.
- Sparkassenrecht. Nomos. Baden-Baden 2021, ISBN 978-3-8487-6954-4.